# Königlich Dänische Akademie der Wissenschaften

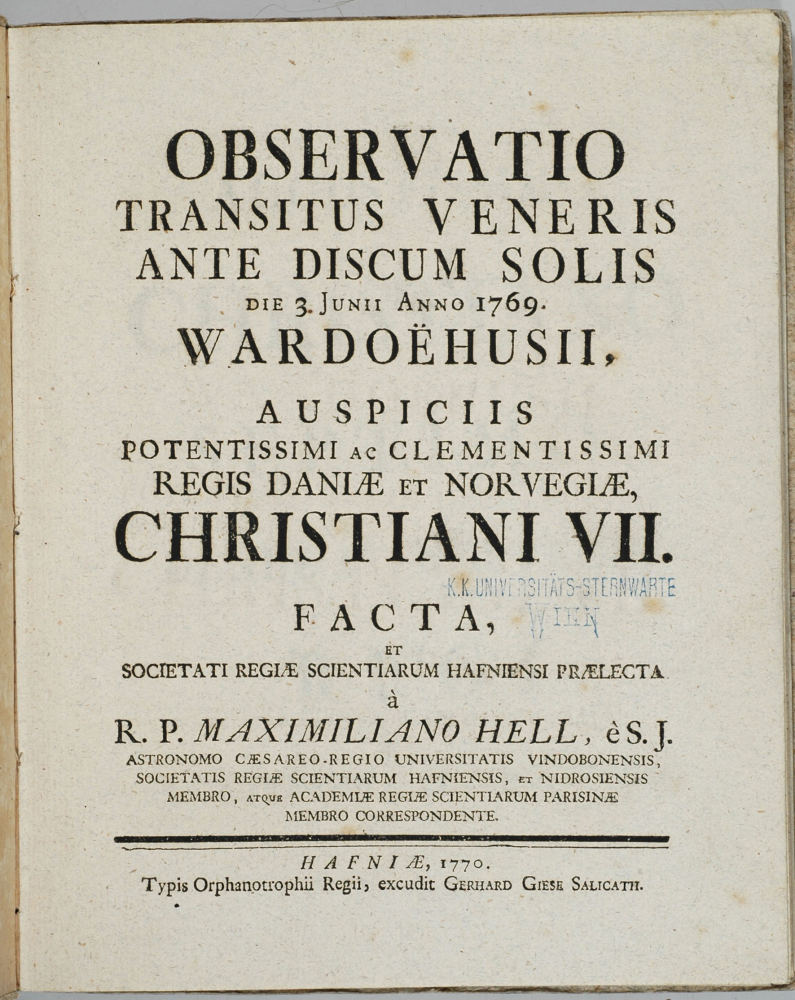
Maximilian Hell: „Observatio transitus Veneris ante discum Solis“, 1770

Die Königlich Dänische Akademie der Wissenschaften (dänisch Kongelige Danske Videnskabernes Selskab, abgekürzt KDVS bzw. auch Videnskabernes Selskab; lateinisch Regia Academia Scientiarum Danica) ist eine nicht staatliche Akademie in Dänemark.

## Geschichte
Die Akademie wurde am 13. November 1742 per Dekret von Christian VI. als Collegium Antiquitatum von Johan Ludvig von Holstein und Hans Gram gegründet. Von 1745 bis 1770 nannte sie sich Kiøbenhavske Selskab af Lærdoms og Videnskabers Elskere, ab 1777 führte die Akademie den Namen Kongelige Videnskabers Selskab, ab 1781 die heutige Bezeichnung Kongelige Danske Videnskabernes Selskab. Die Akademie hat zirka 250 nationale und 260 internationale Mitglieder. Im 2011 wurde die Abteilung Det Unge Akademi gegründet, die zurzeit 34 jüngere Forscher als Mitglieder hat.

## Präsidenten
| 1. 1742–1763: Johan Ludvig von Holstein 2. 1763–1770: Otto Thott 3. 1776–1780: Henrik Hielmstierne 4. 1780–1788: Bolle Willum Luxdorph 5. 1788–1797: Andreas Peter Bernstorff 6. 1797–1831: Ernst Heinrich Schimmelmann 7. 1831–1838: Adam Wilhelm Hauch 8. 1838–1848: Prinz Christian Friedrich 9. 1848–1860: Anders Sandøe Ørsted 10. 1867–1886: Johan Nicolai Madvig 11. 1888–1909: Julius Thomsen 12. 1909–1927: Vilhelm Thomsen 13. 1927–1933: Niels Erik Nørlund 14. 1933–1934: Anders Bjørn Drachmann 15. 1938–1939: Søren Peter Lauritz Sørensen | 1. 1934–1938: Holger Pedersen 2. 1939–1962: Niels Bohr 3. 1962–1969: Johannes Pedersen 4. 1969–1975: Bengt Strömgren 5. 1975–1981: Poul Jørgen Riis 6. 1981–1988: Jens Lindhard 7. 1988–1994: Erik Dal 8. 1994–1996: Henning Sørensen 9. 1996–2003: Birger Munk Olsen 10. 2004–2008: Tom Fenchel 11. 2008–2016: Kirsten Hastrup 12. 2016–2020: Mogens Høgh Jensen 13. 2020–2024: Marie-Louise Nosch 14. seit 2024: Susanne Ditlevsen |